# Trosteaneț, Rozdilna
Trosteaneț (în ucraineană Тростянець) este un sat în comuna Velîkoploske din raionul Rozdilna, regiunea Odesa, Ucraina.

## Demografie
Componența lingvistică a localității Trosteaneț
     Rusă (70,67%)
     Ucraineană (28,15%)
     Alte limbi (0,88%)
Conform recensământului din 2001, majoritatea populației localității Trosteaneț era vorbitoare de rusă (70,67%), existând în minoritate și vorbitori de ucraineană (28,15%).